# Saint-Parize-le-Châtel
Saint-Parize-le-Châtel is een gemeente in het Franse departement Nièvre (regio Bourgogne-Franche-Comté). De plaats maakt deel uit van het arrondissement Nevers. Saint-Parize-le-Châtel telde op 1 januari 2022 1.216 inwoners. 

## Geografie
De oppervlakte van Saint-Parize-le-Châtel bedroeg op 1 januari 2022 49,11 vierkante kilometer; de bevolkingsdichtheid was toen 24,8 inwoners per km².

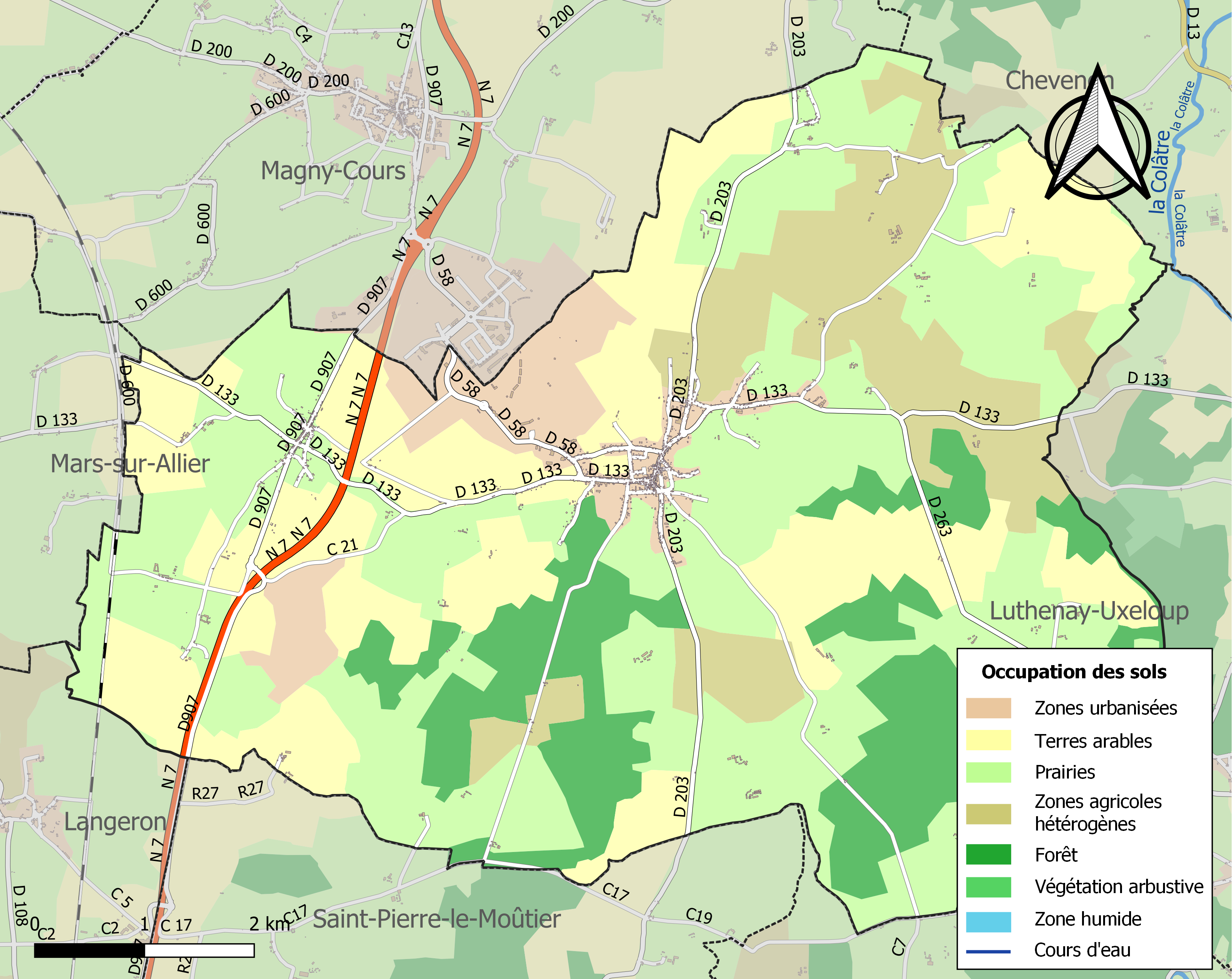
Kaart van de gemeente met de belangrijkste infrastructuur, bodemgebruik en omliggende gemeenten

## Demografie
Onderstaande figuur toont het verloop van het inwonertal (bron: INSEE-tellingen).

## Externe links

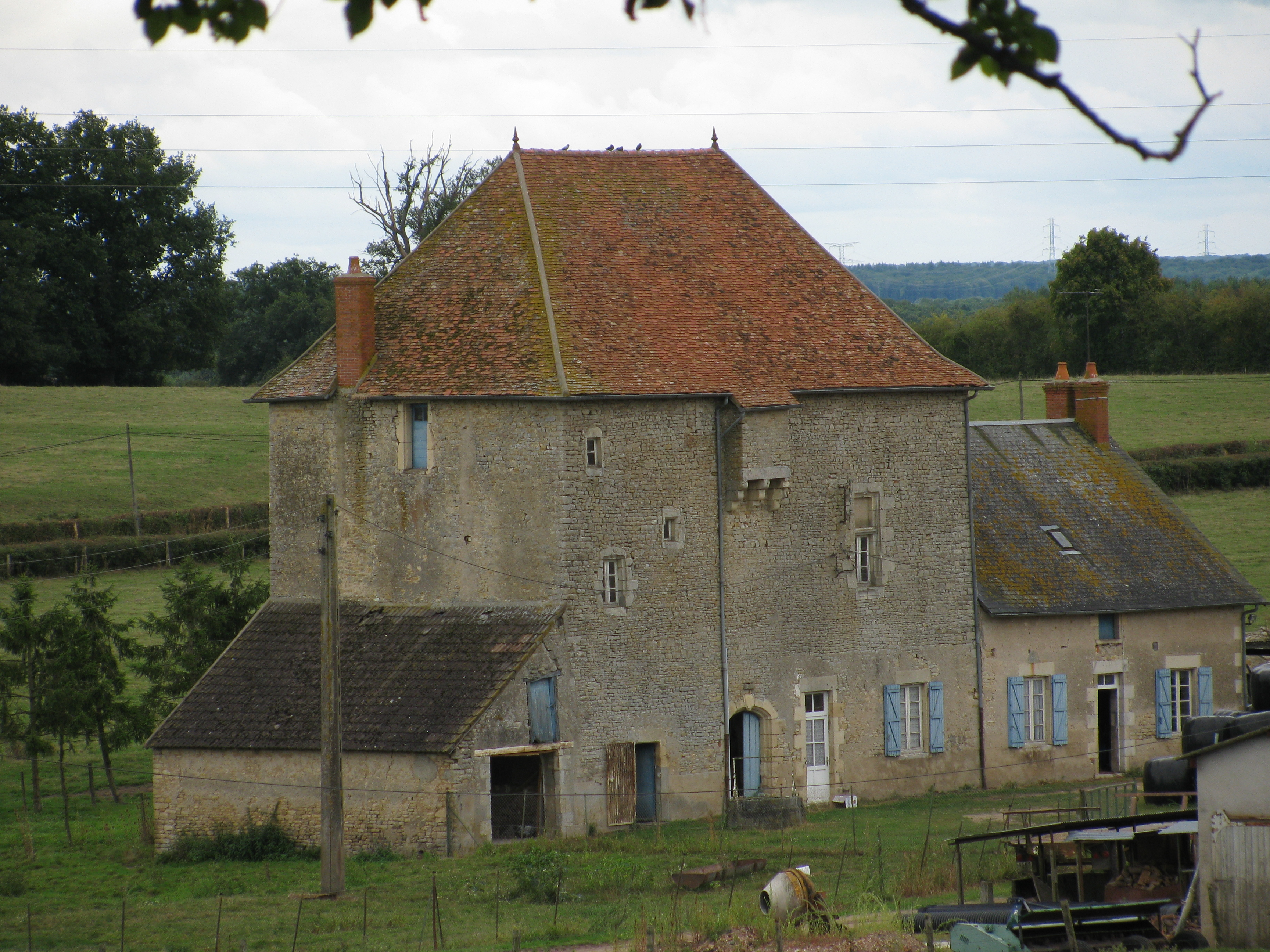
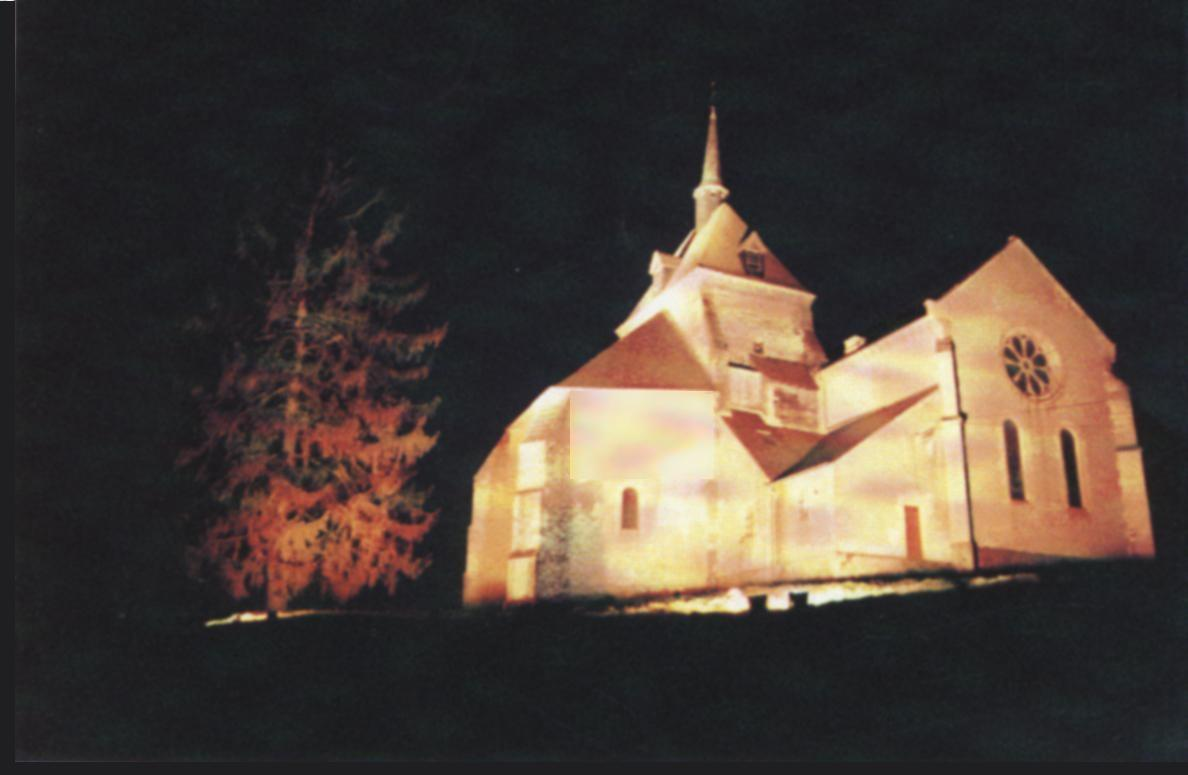
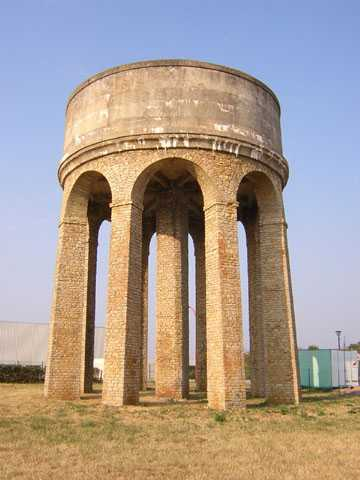